# Stethoperma
Stethoperma – rodzaj chrząszczy z rodziny kózkowatych i podrodziny zgrzypikowych.

## Zasięg występowania
Przedstawiciele tego rodzaju występują w południowej Brazylii oraz Paragwaju.

## Systematyka
Do Stethoperma należy 7 gatunków:
- Stethoperma batesi
- Stethoperma candezei
- Stethoperma duodilloni
- Stethoperma flavovittata
- Stethoperma multivittis
- Stethoperma obliquepicta
- Stethoperma zikani